# Generationenwohnen (Ingolstadt)
Wohnen ist ein sozialer Wohnungsbau in der Altstadt von Ingolstadt, der 1999 nach Plänen von Andreas Meck errichtet wurde.

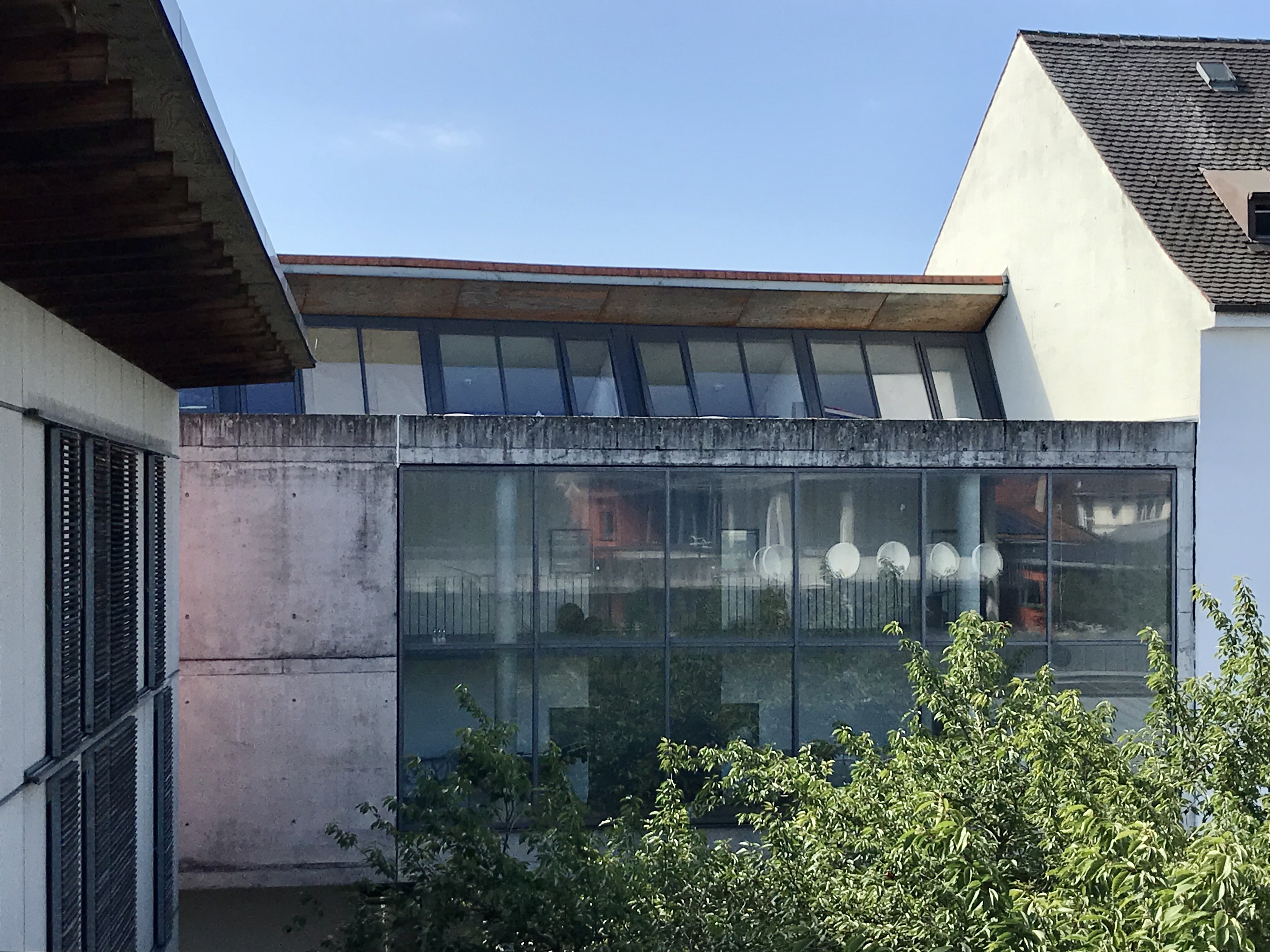
Fassade

## Lage

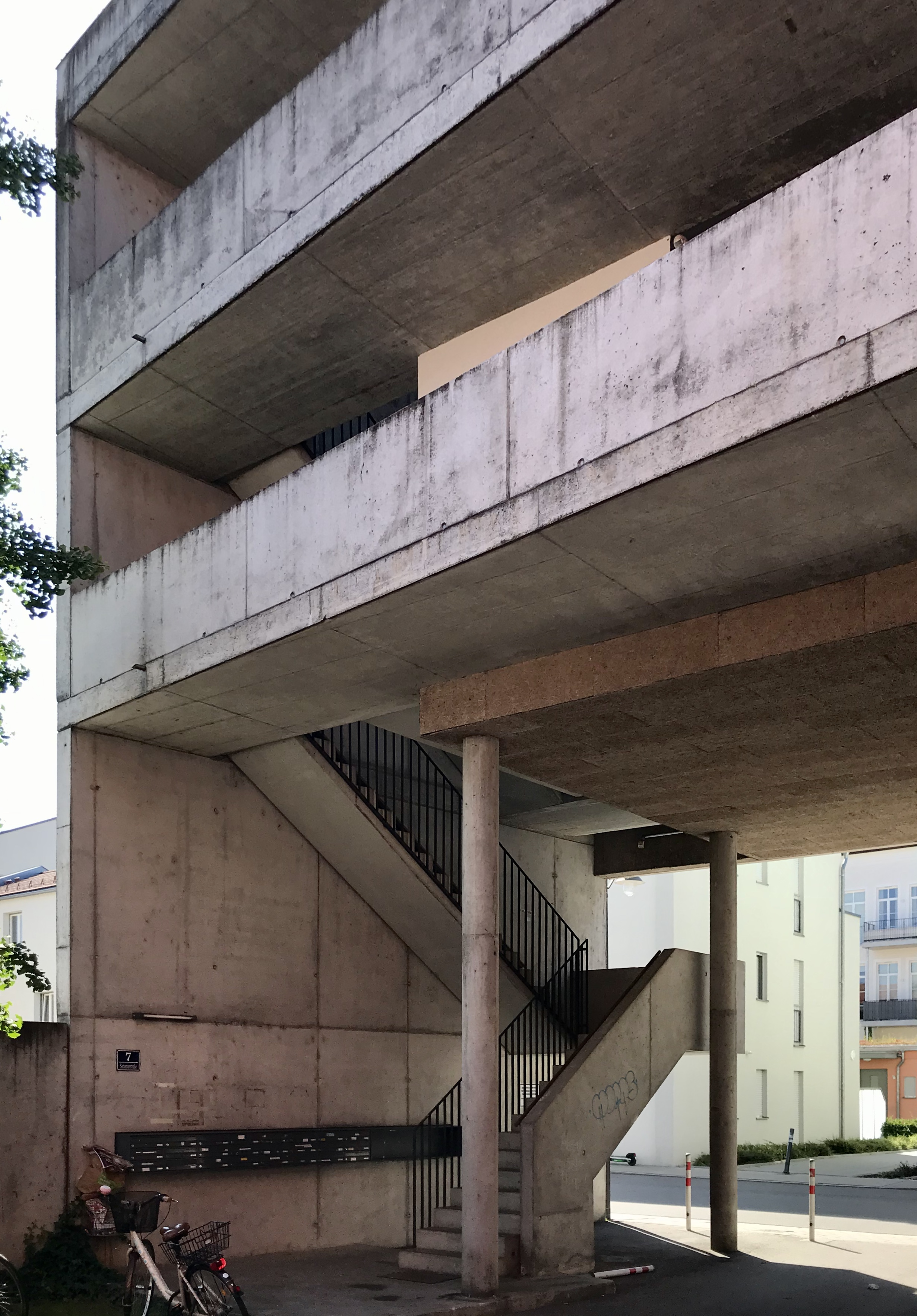
Treppenhaus

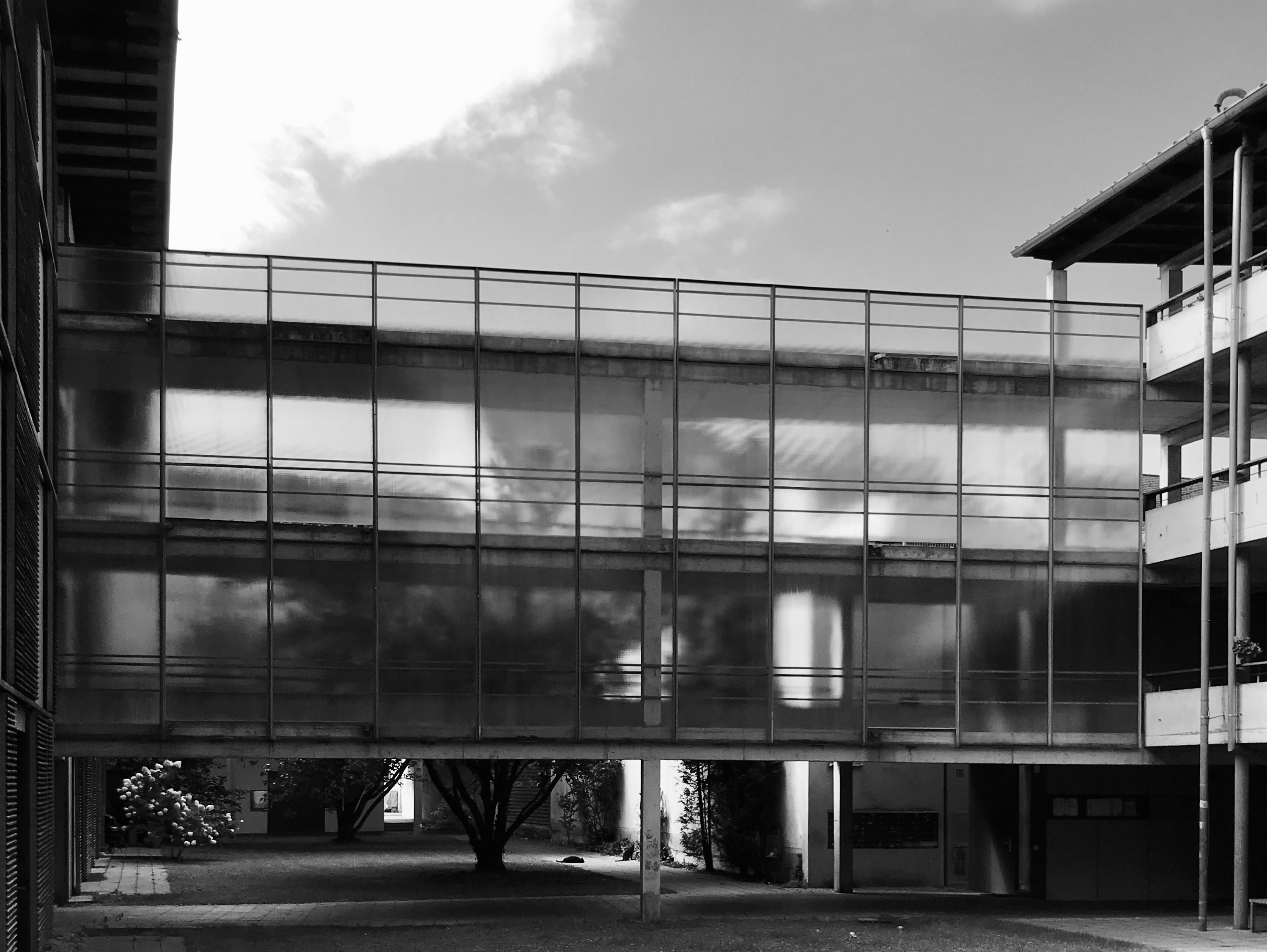
Hof

Die Siedlung befindet sich im Nordosten von Ingolstadt.

## Geschichte und Architektur
Im Jahr 1986 wurde der Bereich zwischen der Kellerstraße und Sebastianstraße als Sanierungsgebiet festgelegt. Der städtebauliche Entwurf basiert auf behutsame und straßenbegleitende Blockrandbebauung sowie ein Quartiersplatz, der das Areal gliedert und eine neue Mitte schafft. Durch das Viertel in die angrenzende Altstadt führen Fußwegeverbindungen in Nord-Süd- und Ost-West-Richtung.
1. BA – Sozialer Wohnungsbau

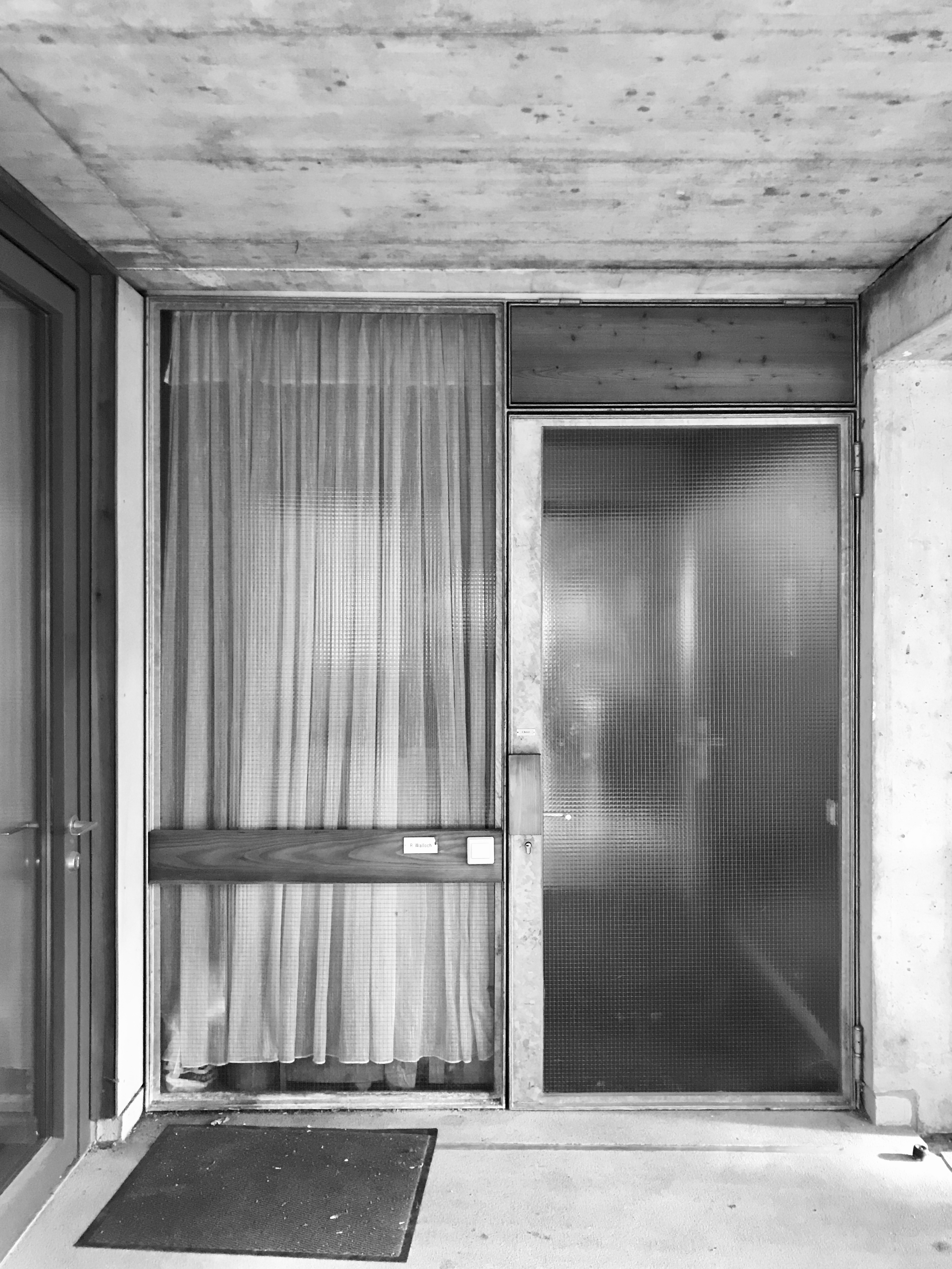
Eingang

Im 1. Bauabschnitt wurde ein sozialer Wohnungsbau entlang der Kellerstraße und am Quartiersplatz realisiert.
- Planungsbeginn: 1989
- Fertigstellung: 1993
- Adresse: Kellerstraße 2, 4, 6

2. BA – Integriertes Wohnen
Der 2. Bauabschnitt ergänzt die bestehende Anlage.
- Planungsbeginn: 1989
- Fertigstellung: 1997
- Adresse: Sebastianstraße 7a, 7b, 7c

3. BA – Studentisches Wohnen
Im 3. Bauabschnitt wurden 24 Studentenwohnungen sowie der Blockrandschließung nach Süden zur Sebastianstraße errichtet.
- Planungsbeginn: 1997
- Fertigstellung: 1999
- Adresse: Sebastianstraße 7

Bauherr war die Gemeinnützige Wohnungsbau-Gesellschaft Ingolstadt GmbH. Die örtlichen Ingenieure Fries + Schittig zeichneten verantwortlich für das Tragwerk der Anlage.

## Preise
- 1993: Bayerischer Wohnungsbaupreis
- 1995: Gestaltungspreis der Wüstenrot Stiftung
- 1996: Ehrenpreis im landesweiten Ideenwettbewerb zur Verbesserung der Integration von Menschen mit Behinderung
- 1996: Architekturpreis Zukunft Wohnen[6]
- 1999: BDA-Preis Bayern[7]
- 1999: Deutscher Städtebaupreis[8]
- 2002: Deutscher Bauherrenpreis[9]